# Carl-Georg Böhne
Carl-Georg Böhne (* 27. November 1937 in Hamburg) ist ein deutscher Historiker und Germanist.

## Leben
Böhne besuchte die Sankt-Ansgar-Schule in Hamburg und studierte dort sowie in Würzburg, Wien, Bonn und Köln Theaterwissenschaft, Germanistik, Pädagogik und Geschichte.
Er wurde 1968 an der Universität zu Köln zum „Dr. phil.“ promoviert; sein Doktorvater war Otto C. A. zur Nedden. Während des Studiums war er beim Westdeutschen und Hessischen Rundfunk als Redakteur tätig.
In Kalkutta in Indien unterrichtete er an der Jadavpur University im Auftrag des DAAD deutsche Sprache, Literatur und Landeskunde und war Dozent am Max-Müller-Bhavan-Goethe-Institut.
Für die Stiftung Preußischer Kulturbesitz Berlin betreute er die Publikationen der Hauptverwaltung. In Krefeld und Düsseldorf unterrichtete er an der Bénédict School und an der Volkshochschule Deutsch für Aussiedler und gab Vorlesungen und Kurse über antike vorderasiatische Kulturen, Musikgeschichte und deutsche Literatur. Er war Mitglied des „Deutsch-Persischen Literaturclubs Hafizieh“, der unter anderem eine Ausstellung über Ferdosis „Shahname“ veranstaltete. In der Ausstellung „CheopsStonehenge“ stellte er die Ansichten des Chronologiekritikers Heribert Illigs zur Chronologie des antiken vorderen Orients zur Diskussion.
Er arbeitete ab 1991 als Deutschlehrer an der Deutschen Schule und dann an der privaten Hochschule Tecnológico de Monterrey in Mexiko-Stadt. Von 2002 bis 2019 war er an der Nationaluniversität von Mexiko (UNAM) als Mediävist tätig. Böhne arbeitete an einer kritischen Textausgabe (37 Handschriften) des Nibelungenlieds und des „Faust“-Volksbuchs. Als Synodal (Korrektor) betreute er Dissertationen und Magisterarbeiten an der Geisteswissenschaftlichen Fakultät (Faculdad de Filosofiá y Letras) der UNAM.
Seit 2019 ist Böhne Pensionär und lebt als freier Publizist wieder in Berlin. Er publizierte schon 1998 und 2000 je ein Buch über das Berliner Schloss und die Straße Unter den Linden. Als Mitglied des „Forum Stadtbild Berlin“ gab er zahlreiche Einführungen in die Geschichte Berlins.

## Werke
- 1968: Der Bramarbas: Ein Beitrag zur Differenzierung und Bestimmung des Miles-Typus
- 1971:Amrita-Manthana oder: vom Ursprung des indischen Theaters,[1]
- 1971:Primitive stage, mit Thomas Mann, Verlag: Firma K. L. Mukhopadhyay,[2]
- 1974:Kunstwerke und Dokumente aus den Sammlungen der Stiftung Preußischer Kulturbesitz in Berlin, mit Alheidis von Rohr[3]
- 1998: Das Stadtschloß, mit Kristian Ludwig, ISBN 978-3-929829-03-7
- 1999: Unter den Linden. Ein Spaziergang von Haus zu Haus, mit Werner Schmidt, ISBN 3-7759-0428-X